# Mastaba S3477
Mastaba S3477, auch Saqqara Grab Nr. 3477, wurde im Januar 1939 in der Nekropole von Saqqara in Ägypten von Walter Bryan Emery ausgegraben. Es handelt sich um die Bestattung einer älteren Frau in einer Mastaba. Das Grab fand sich unberaubt und erlangte in der Forschung eine gewisse Bekanntheit, da sich neben dem Sarg der Toten ein gut erhaltenes Totenmahl fand. Das Grab datiert in das Ende der 2. Dynastie. Vor der Mastaba fand sich eine Stele, die die Königstochter Schepsetip (die Namenslesung ist sehr unsicher) zeigt. Es mag sich um die Bestattete handeln.
Die Mastaba war etwa 16,50 × 9,30 m groß. Sie wurde aus Lehmziegeln errichtet und hat einen Kern aus Geröllsteinen. An der Ostseite befanden sich zwei Nischen, eine davon enthielt einst die oben erwähnte Stele. Innerhalb des Oberbaues führte eine gewundene Treppe in die unterirdische Grabkammer. Der Gang zur Grabkammer war von zwei kleinen Magazinräumen flankiert. Die eigentliche Grabkammer hatte an der Westseite eine Vertiefung, in der sich die Reste des Holzsarges fanden. An der Südseite der Grabkammer fand sich eine kleine Nische.
Die Leiche der Toten, bei der es sich um eine etwa 60-jährige Frau handelte, fand sich in den Resten des Holzsarges innerhalb der Grube an der Ostwand der Grabkammer. Die Tote trug keinen Schmuck, doch fanden sich diverse Keramik-, Stein- und Kupfergefäße in den Resten des Sarges. Hier lagen auch drei Steinwerkzeuge. Weitere Gefäße aus Stein und Keramik fanden sich in der Nische in der Grabkammer, aber auch in den beiden kleinen Magazinräumen. Reste von Holzmöbeln fanden sich in der Grabkammer, doch waren sie zu schlecht erhalten und konnten nicht mehr rekonstruiert werden. Gut erhalten war das Totenmahl, das sich neben dem Sarg auf dem Boden der Grabkammer fand:
- Ein Brot auf einer Schale
- Eine Art Brei auf einer Alabasterschale
- Eine nicht identifizierbare Flüssigkeit
- Ein gekochter Fisch auf einer Keramikschale
- Taube auf einer Keramikschale
- Ein gekochtes Küken auf einer Keramikschale
- Zwei gekochte Nieren auf einer Keramikschale
- Rippen und Beine von einem Rind auf einer Keramikschale
- Unsichere Mahlzeit, die zumindest Rindfleisch enthielt
- Früchte, vielleicht Feigen
- Nabk-Früchte (gehören zur Familie des Syrischen Christusdorns) auf einer Diorit-Schale
- Kleine runde Kuchen, auf Keramikschale
- Drei Gefäße mit Käse
- Wein in großem Vorratsgefäß